# Alice Kinsella
Pour les articles homonymes, voir Kinsella.
Alice Kinsella (née le 13 mars 2001 à Basildon) est une gymnaste artistique britannique.
Elle possède un titre de championne d'Europe, à la poutre en 2019.
Elle est la fille du footballeur irlandais Mark Kinsella et la sœur de Liam Kinsella (en), également footballeur.

## Carrière
Alice Kinsella obtient dans la catégorie juniors trois médailles d'argent (par équipes, à la poutre et au sol) aux Championnats d'Europe de gymnastique artistique féminine 2016.
Aux Jeux du Commonwealth de 2018, elle est médaillée d'or à la poutre, médaillée d'argent par équipes et médaillée de bronze au concours général individuel.
Elle remporte la médaille d'or à la poutre lors des Championnats d’Europe de 2019.
Aux Jeux du Commonwealth de 2022, elle est médaillée d'or par équipes et médaillée d'or au sol.
Aux Championnats d'Europe de gymnastique artistique féminine 2022 à Munich, elle est médaillée d'argent au concours général individuel ainsi que par équipes. Elle est aussi médaillée d'argent par équipes aux Championnats du monde de gymnastique artistique 2022. 
Aux Championnats d'Europe de gymnastique artistique 2023, elle remporte la médaille d'or du concours par équipes et la médaille d'argent au sol.

### Palmarès

#### Jeux olympiques
- Paris 2024
  - 4e au concours général par équipe

- Tokyo 2020 (2021)
  -  médaille de bronze au concours général par équipe

#### Championnats du monde
- Championnats du monde 2022
  -  médaille d'argent au concours général par équipe

#### Championnats d'Europe
- Rimini 2024
  -  médaille d'argent au concours général par équipe
  -  médaille de bronze au concours général individuel

- Antalya 2023
  -  médaille d'or au concours général par équipe
  -  médaille d'argent au sol

- Munich 2022
  -  médaille d'argent au concours général individuel
  -  médaille d'argent au concours général par équipe

- Szczecin 2019
  -  médaille d'or à la poutre

#### Jeux du Commonwealth
- Birmingham 2022
  -  médaille d'or au concours général par équipe
  -  médaille d'or au sol

- Gold Coast 2018
  -  médaille d'or à la poutre
  -  médaille d'argent au concours général par équipe
  -  médaille de bronze au concours général individuel